# Isla Argentarola
La isla Argentarola (en italiano: Isola Argentarola) es un pequeño islote situado en frente del mar Tirreno en la costa oeste del monte Argentario. Se encuentra localizada al oeste de la península en la que se halla la Torre di Cala Moresca y de la cala  del mismo nombre.
La pequeña isla, carente de estructuras arquitectónicas, cuenta con vegetación baja de matorral en la costa norte, mientras que en el otro lado está libre.
La isla es famosa por una cueva que se abre a 23 metros de profundidad.